# Elleanthus tillandsioides
Elleanthus tillandsioides är en orkidéart som beskrevs av Barringer. Elleanthus tillandsioides ingår i släktet Elleanthus och familjen orkidéer. Inga underarter finns listade i Catalogue of Life.